# Bella Vista, Tucumán
Bella Vista är en kommunhuvudort i Argentina.   Den ligger i provinsen Tucumán, i den norra delen av landet, 1 100 kilometer nordväst om huvudstaden Buenos Aires. Bella Vista ligger 366 meter över havet och antalet invånare är 15 126.
Terrängen runt Bella Vista är platt, och sluttar söderut. Närmaste större samhälle är Famaillá, 10,3 kilometer väster om Bella Vista.
Omgivningarna runt Bella Vista är en mosaik av jordbruksmark och naturlig växtlighet. Runt Bella Vista är det ganska glesbefolkat, med 28 invånare per kvadratkilometer.